# Bołtryki
Bołtryki (w miejscowej gwarze białoruskiej: Бо́ўтрыкі, czyli Boutryki, z akcentem na pierwszą sylabę) – wieś w Polsce położona w województwie podlaskim, w powiecie białostockim, w gminie Michałowo. całkowicie wysiedlona do 1982 roku. W latach 1975–1998 miejscowość administracyjnie należała do województwa białostockiego. Na terenach dawnej wsi okalających zbiornik wodny powstały domki letniskowe zamieszkane jedynie czasowo; nikt nie jest tutaj zameldowany na stałe.

## Historia[8]

### Początki wsi
Wieś została założona na prawym brzegu rzeki Narwi prawdopodobnie w połowie XVIII w. Odnotowano, że w 1764 jej mieszkańcami byli Bazyli Bołtryk i Pawlik Bołtryk wraz z rodzinami. Byli to pasiecznicy królewscy, a ich głównym zajęciem było pszczelarstwo. Miód dostarczali na dwór w Jałówce.
W 1798 wioska powiększyła się do 10 dymów, a kilka rodzin, oprócz pszczelarstwa, zajmowało się także rolnictwem.

### XIX wiek
W 1847 starosta jałowski przydzielił mieszkańcom wsi Bołtryki dodatkowe 210,00 dziesięcin ziemi, pochodzących z likwidacji folwarku Rudnia.
Dnia 22 stycznia 1857 przeprowadzona w starostwie jałowskim lustracja odnotowała w Bołtrykach 160 mieszkańców (78 mężczyzn i 82 kobiety). Niestety w latach 1855–1860 na tych terenach szalała epidemia cholery i tyfusu. W jej wyniku we wsi zmarło około 100 osób, z czego kilkanaście rodzin wymarło całkowicie.
W 1864 na mocy dekretu cara Aleksandra II Romanowa przeprowadzono uwłaszczenie chłopów w Królestwie Polskim. We wsi Bołtryki uwłaszczono 18 rodzin włościańskich, liczących razem 80 osób. Otrzymały one ogółem na własność 369,61 dziesięcin (403,80 ha) ziemi. Nie była to operacja bezpłatna. Każdy uwłaszczona rodzina płaciła rocznie po 152 rubli 74 kopiejki w ramach spłaty rat, a ostatnie raty zostały spłacone dopiero w styczniu 1913.

### I połowa XX wieku

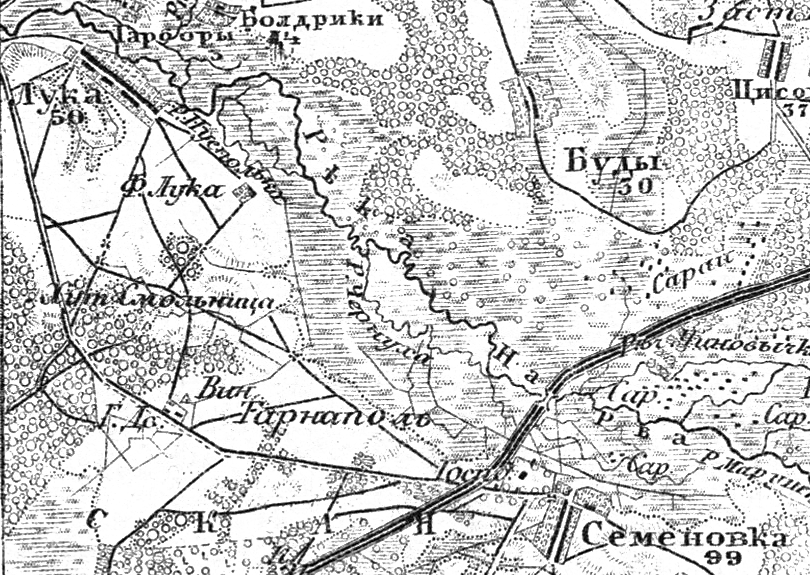
Wieś Bołtryki (oznaczona jako Болбрики, czyli Bołdryki, jak wtedy się nazywała) na starej rosyjskojęzycznej mapie.

Wieś się rozwijała i w 1910 zamieszkało ją już 265 osób (138 mężczyzn i 127 kobiet) w 18 zagrodach.
W związku z działaniami wojennymi I wojny światowej w połowie sierpnia 1915 prawie wszyscy mieszkańcy (16 zagród) wyjechali w głąb Rosji, skąd kilkadziesiąt osób nigdy już nie wróciło.
W 1921 we wsi mieszkało 185 osób (98 mężczyzn i 87 kobiet).
W okresie międzywojennym we wsi nie odnotowano żadnego istotnego wydarzenia, a i II wojna światowa nie wyrządziła w niej większych strat. Odnotowano jednak, że w drugiej połowie lipca 1944, wycofujące się niemieckie oddziały wojska i oddziały własowców skonfiskowały 15 szt. koni, 11 szt. bydła, 9 szt. trzody chlewnej i 10 szt. owiec.
Po drugiej wojnie światowej, w 1964 przeprowadzono elektryfikację całej wsi.
W 1980, podczas badań dialektologicznych przeprowadzonych w Bołtrykach pod kierunkiem Janusza Siatkowskiego, odnotowano, że podstawowym środkiem porozumiewania się mieszkańców między sobą jest gwara białoruska. Dużą część mieszkańców Bołtryk stanowili polscy Białorusini i wyznawcy prawosławia, a wieś Bołtryki (wraz z pobliskimi, także już nieistniejącymi wsiami Garbary, Łuka, Budy, Rudnia) zaliczana była do tradycyjnych białoruskich wiosek.
W strukturze Kościoła Prawosławnego wieś należała do parafii prawosławnej pw. Narodzenia Najświętszej Maryi Panny w Juszkowym Grodzie.

### Likwidacja wsi
Od lat pięćdziesiątych XX w. aż do roku 1980 mieszkańcy ze wsi nie migrowali, stan liczbowy ludności był stabilny i utrzymywał się mniej więcej na jednakowym poziomie. Zmieniło się to w 1980. Kilkanaście rodzin sprzedało swe gospodarstwa rolne państwu i wyjechało z Bołtryk do Białegostoku, gdzie wykupiło mieszkania spółdzielcze. Wieś została całkowicie wysiedlona do 1982, a następnie zrównana z ziemią w związku z budową Zbiornika Siemianówka. Pod wodą znalazła się w 1988.

## Odniesienia w kulturze
Mieszkańcy wsi są bohaterami filmu dokumentalnego pt. Czy słyszysz jak ziemia płacze w reżyserii Tamary Sołoniewicz.

## Zmiany stanu ludności wsi na przestrzeni wieków
| Rok  | 0 – 15 | 0 – 15 | 16 – 29 | 16 – 29 | 30 – 59 | 30 – 59 | 60 i więcej | 60 i więcej | Razem | Razem | Ogółem | Inne dane         |
| Rok  | K      | M      | K       | M       | K       | M       | K           | M           | K     | M     | Ogółem | Inne dane         |
| ---- | ------ | ------ | ------- | ------- | ------- | ------- | ----------- | ----------- | ----- | ----- | ------ | ----------------- |
| 1764 | ?      | ?      | ?       | ?       | ?       | ?       | ?           | ?           | ?     | ?     | ?      | ogółem 2 rodziny  |
| 1798 | ?      | ?      | ?       | ?       | ?       | ?       | ?           | ?           | ?     | ?     | ?      | ogółem 10 „dymów” |
| 1857 | ?      | ?      | ?       | ?       | ?       | ?       | ?           | ?           | 82    | 78    | 160    |                   |
| 1864 | ?      | ?      | ?       | ?       | ?       | ?       | ?           | ?           | ?     | ?     | 80     | ogółem 18 rodzin  |
| 1910 | ?      | ?      | ?       | ?       | ?       | ?       | ?           | ?           | 127   | 138   | 265    | ogółem 18 zagród  |
| 1921 | ?      | ?      | ?       | ?       | ?       | ?       | ?           | ?           | 87    | 98    | 185    |                   |
| 1950 | 32     | 37     | 23      | 30      | 43      | 51      | 21          | 17          | 119   | 135   | 254    |                   |
| 1960 | 33     | 42     | 21      | 23      | 36      | 46      | 27          | 23          | 117   | 134   | 251    |                   |
| 1970 | 37     | 21     | 22      | 24      | 40      | 41      | 29          | 38          | 128   | 124   | 252    |                   |
| 1980 | 9      | 10     | 23      | 7       | 23      | 25      | 19          | 26          | 74    | 68    | 142    |                   |
| 1983 | 0      | 0      | 0       | 0       | 0       | 0       | 0           | 0           | 0     | 0     | 0      |                   |
| 2011 | 0      | 0      | 0       | 0       | 0       | 0       | 0           | 0           | 0     | 0     | 0      |                   |

Legenda do tabeli:
- K – liczba kobiet
- M – liczba mężczyzn
- ? – brak danych

Źródła danych zgromadzonych w powyższej tabeli:
- lata 1764–1921 i 1983 – Leszek Nos, Monografia Gminy Michałowo, Towarzystwo Przyjaciół Ziemi Michałowskiej, Białystok 1996, s. 128–129
- lata 1950–1980 – tabela 27, pochodząca z powyższej monografii, znajdująca się na str. 221.; wg podanej tam informacji: Tabelę opracowano na podstawie książki meldunkowej wsi Bołtryki oraz kart osobowych mieszkańców znajdujących się w Urzędzie Gminy w Michałowie. Stan na dzień 31 grudnia.
- rok 2011 – dane według Narodowego Spisu Powszechnego Ludności i Mieszkań z 2011[13]